# Ambulante zorg
Ambulante zorg betekent dat de zorgverstrekker zoals een arts, psycholoog of  gespecialiseerd verpleegkundige zich voor behandeling of begeleiding verplaatst naar de patiënt. Hierbij vindt geen ziekenhuisopname plaats, in tegenstelling tot residentiële zorg waarbij de patiënt tijdens zijn behandeling wel in het ziekenhuis of de verpleeginstelling verblijft. 
Wegens hoge verblijfskosten in een ziekenhuis, stimuleert de overheid ambulante therapie, onder meer ook in de psychiatrie. 